# Laurenziburg
Die Laurenziburg war eine Befestigung im rheinhessischen Nieder-Olm im heutigen Landkreis Mainz-Bingen in Rheinland-Pfalz, die als Stadtburg zwischen 1200 und 1250 erbaut wurde und sich bis zum Ende des alten Reichs im Besitz der Mainzer Kurfürsten und Erzbischöfe befand. Nach einer wechselvollen Geschichte wurden die letzten Reste der Burg in den 1950er-Jahren abgerissen, um den Bau einer noch heute Burgschule genannten damaligen Volksschule zu ermöglichen.

## Geschichte

### Errichtung der Burg
Die unter Mainzer Herrschaft erbaute Nieder-Olmer Burg sollte ein Gegengewicht zu der Ende des 12. Jahrhunderts erbauten und nur wenige Kilometer entfernten pfälzischen Burg Stadeck bilden. Die Nieder-Olmer Burg wurde zur Sicherung eines Übergangs über die Selz errichtet und diente als Sitz der Verwaltung Mainzer Amtmänner. Am Anfang handelte es sich um eine überschaubare Anlage, die sich mit einer kleinen Besatzung gut verteidigen ließ. Vier Ecktürme flankierten ein etwas 25 × 40 m großes unregelmäßiges Gebäuderechteck mit zum Teil 8 Meter dicken Mauern und einem kleinen Burghof. Aus der Zeit sind Namen der Besatzung bekannt wie Conrad von Olm (1248), Graf Heinrich von Sponsheim (1279), Ritter Herbord gen. Ring von Olm (1283), Hermann von Saulheim (1293).

### Die Burg im Spätmittelalter
Im Jahr 1301 wurde die Burg von den überlegenen Truppen des Königs Albrecht von Habsburg ohne große Kämpfe eingenommen. Schon bald nach dem Ende der Besetzung wurde die Nieder-Olmer Burg von den Mainzern ausgebaut. Es entstand ein rundes, geschlossenes Befestigungssystem, ein Mauerring mit Wallgraben umzog das Dorf, die Besatzung wurde verstärkt. Wechselnde Amtleute residierten auf der Burg wie Hermann von Hohenfels (1313), Emmrich von Trechtingshausen (1330), Otto von Weingarten (1329), Hermann Hundt von Saulheim (1360), Götz Bube von Bechtheim (1368), 1368 Eberhard von Scharfenstein (1368), Eberhard von Ippelborn (1392), Graf Friedrich von Leiningen (1404/1405) sowie weitere Personen.

### Von der Burg zur Adelsresidenz

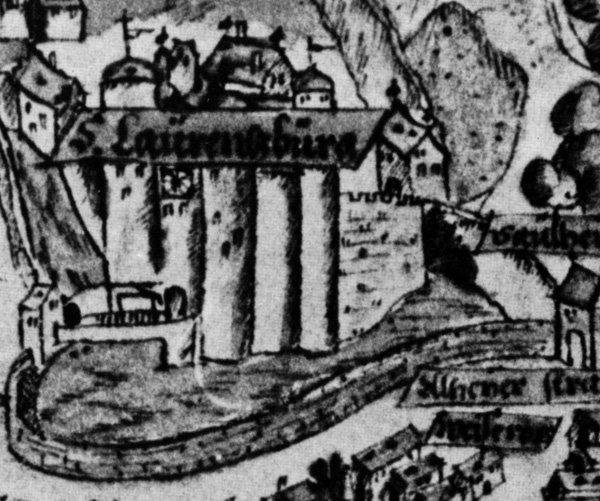
Die Laurenziburg, Ausschnitt aus dem Ortsplan von Gottfried Mascopp 1577

Im 16. Jahrhundert entsprach die Burg nicht mehr den militärischen Anforderungen der Zeit und wurde zur Adelsresidenz umgebaut, ein Schlossgarten wurde angelegt. An der südlichen Mauer des Burghofes befand sich eine kleine Kapelle, die dem St. Laurenz geweiht war und der nun schlossartigen umgebauten Burg die Bezeichnung „Laurenziburg“ gab. In jener Zeit lebten als Amtmänner Philipp von Schwalbach (1512), Heinrich von Selbold (1551), Johann von Stockheim (1553).
Im Verlauf des Dreißigjährigen Krieges (1618–1648) wurde die Festung durch die Schweden eingenommen. Infolge der langen Kriegszeit mit Hunger- und Pestjahren, wurden „Baufälligkeiten“ an der Burg festgestellt, die Burg selbst dann im Pfälzischen Erbfolgekrieg von französischen Truppen für zwei Jahre besetzt und anschließend geplündert, aber nicht, wie viele andere Festungen, zerstört. Namen von Amtmännern jener Zeit sind: Johann von und zu Frankenstein (1624), Johann Wolfgang von Löwenstein (1633), Johann Philipp Knebel von Katzenelnbogen (1642), Johann Freiherr von Dalberg (1670).
Bis zu den französischen Revolutionskriegen 1792 waren die Zeiten in der Region und für die Laurenziburg friedlich, mit einer kleinen Blütezeit. Der letzte adlige kurmainzische Amtmann Friedrich Wilhelm von Breidbach-Bürresheim gen. von Ried schlug vor, den „öden und unansehnlichen“ Schloßplatz zu begrünen und weitere Verschönerungen vorzunehmen. Ab 1782 war Nieder-Olm nicht mehr Amtssitz. Stattdessen bestand die Amtsvogtei Nieder-Olm als Teil des Vizedomamt außer der Stadt Mainz. Die Burg verlor an Bedeutung, das Mobiliar wurde abtransportiert, das Kirchengestühl versteigert.

### Abriss für die Heerstraße nach Paris
Nach der im Jahr 1797 erfolgten französischen Munizipalisierung der Gemeinde Nieder-Olm und der Verstaatlichung des Schlossgutes, wurde die Burg nur noch als Lager für Heu- und Stroh benutzt. 1806 kam es zum ersten umfangreichen Abbruch. Napoleons Straßenbauingenieure bauten eine neue Heerstraße von Mainz Richtung Paris, dafür wurde der gesamte westliche Burgteil abgerissen. 1828 ersteigerte die Gemeinde das verbliebene Anwesen und baute es zu einer Schule mit Lehrerwohnung um. 1891 entschied sich der Gemeinderat für den Abbruch eines weiteren Teils der Burg, um einen größeren Neubau an der Stelle zu errichten.

### Das Ende der Burg

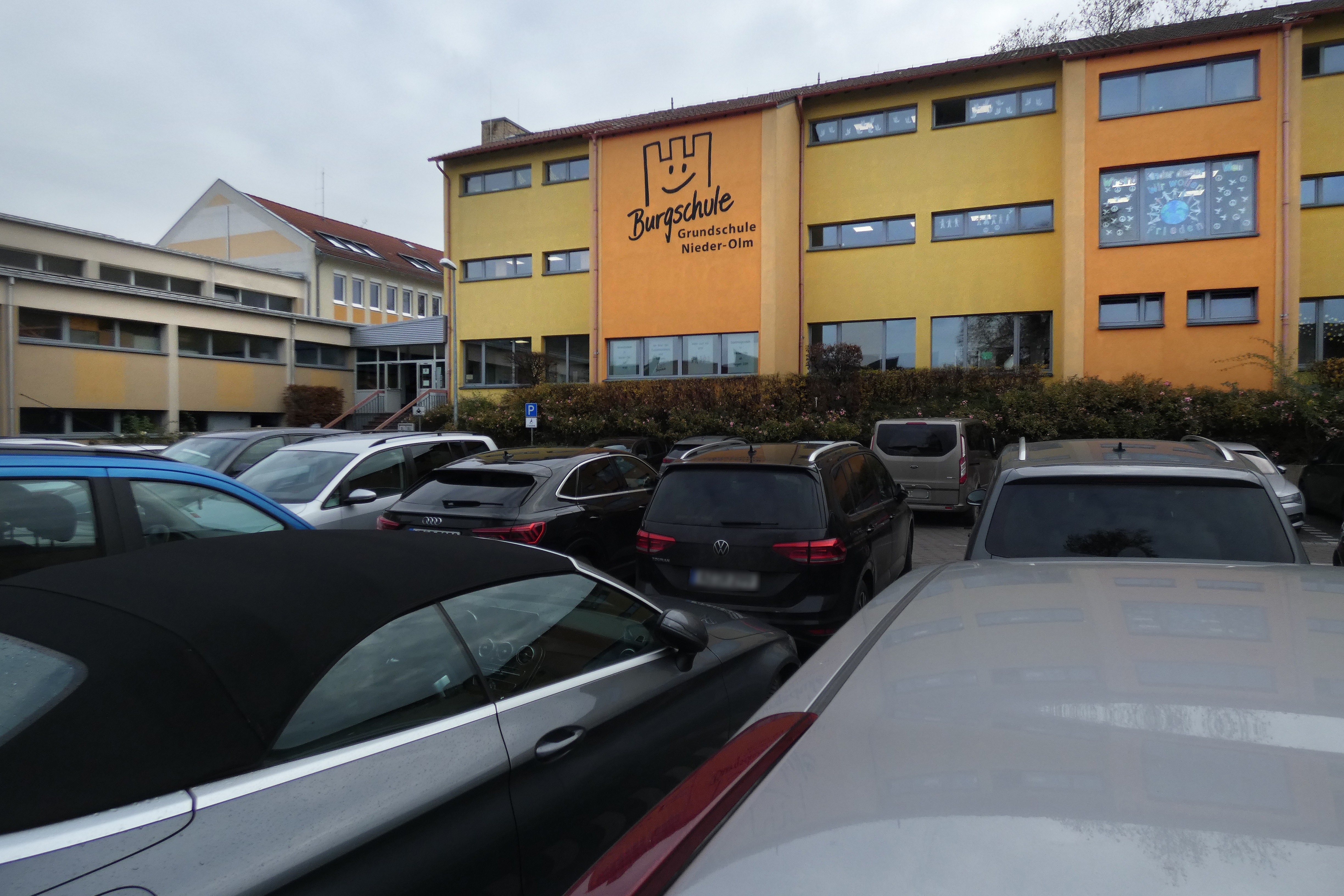
Burgschule Nieder-Olm (2022)

Die immer noch umfangreichen Überreste der Laurenziburg mussten 1957 endgültig einem weiteren Schulneubau weichen, das beschloss die Mehrheit des Gemeinderates, der sich dabei gegen vorhandene, alternative Bauplätze entschied. „Nur eine kleine politische Minderheit, sowie vorausschauende Idealisten traten für die Erhaltung des kulturhistorischen, alten Laurenziburgplatzes in der Gemeinde ein,“ bedauert der Architekt und Heimatforscher Peter Weisrock den Vorgang, „der damalige Zeitgeist ließ ein Überleben dieses wohl einmaligen und unwiederbringlichen städtebaulichen Kernbereichs im Ortsmittelpunkt nicht zu. Die Chance zur Bewahrung historischer Substanz wurde nicht wahrgenommen. Umfangreiche Teile der alten Burg, des Wallgrabens und ein sehr alter Baumbestand des Burggartens mussten einer neuen Schulanlage weichen, der man die Bezeichnung Burgschule gab.“

### Letzte Zeugen
Anders als die Laurenziburg ist die Verteidigungsanlage des Friedhofs noch erhalten, die die Pfarrkirche St. Georg im Stadtkern umgibt. In deren Mauer sind die inzwischen stark verwitterten Grabdenkmäler ehemaliger Burgherren eingelassen. Diese gelten als die letzten baulichen Zeugen der Laurenziburg und der einstmals umfassenden Befestigungsanlage von Nieder-Olm.

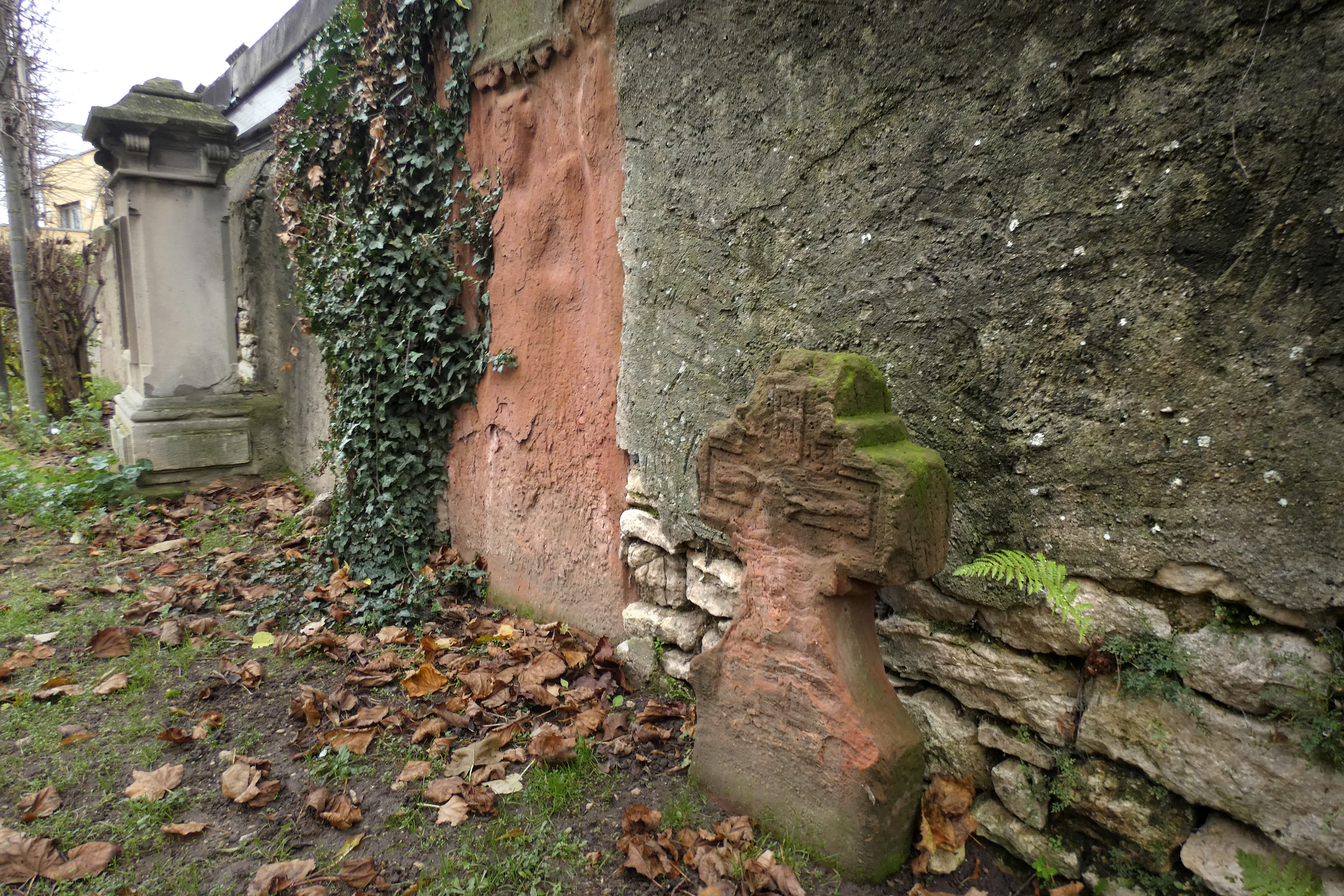
In einer ehemaligen Verteidigungsmauer der Nieder-Olmer Kirche St. Georg ...
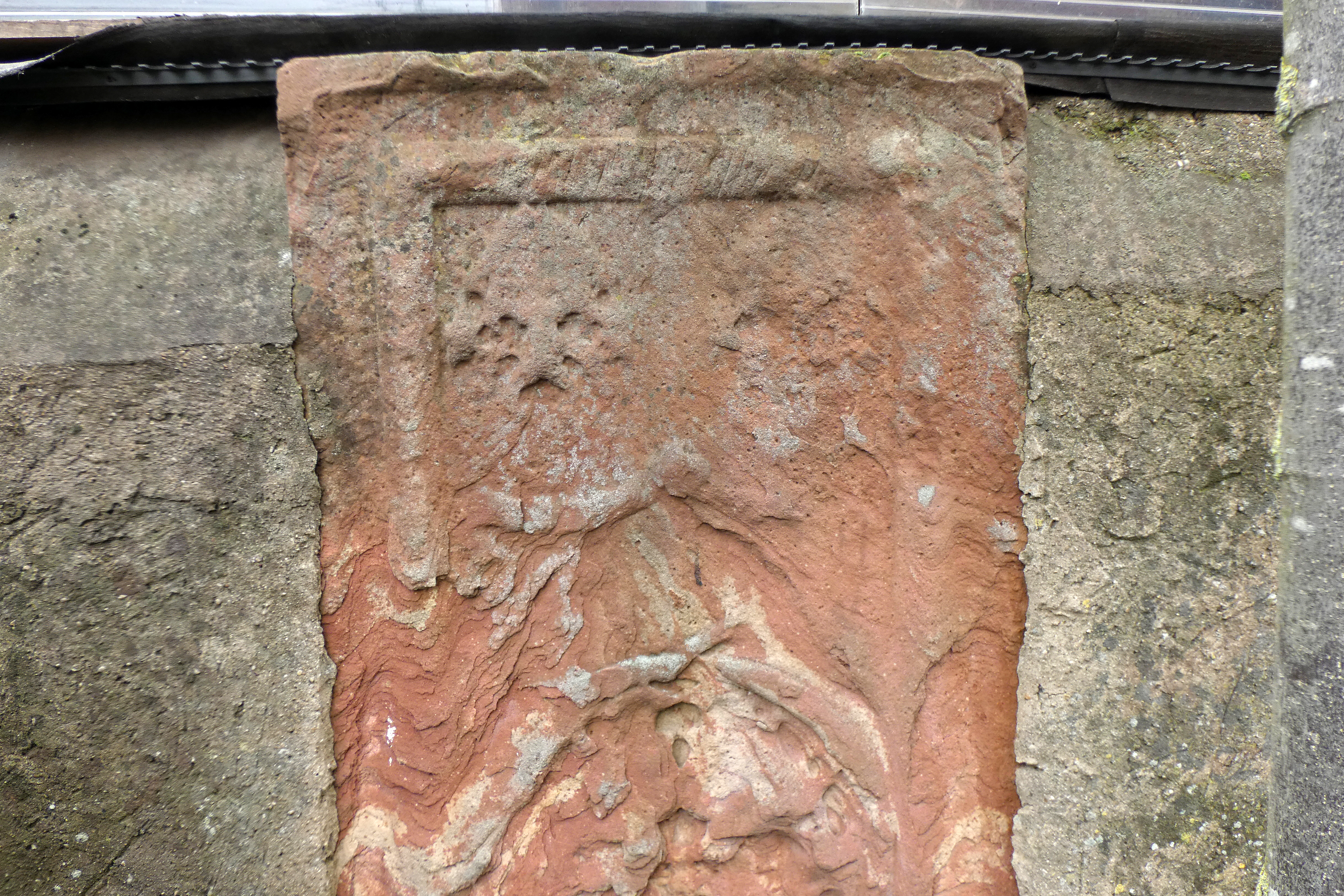
... finden sich noch stark verwitterte Grabmäler ehemaliger Burgherren ......
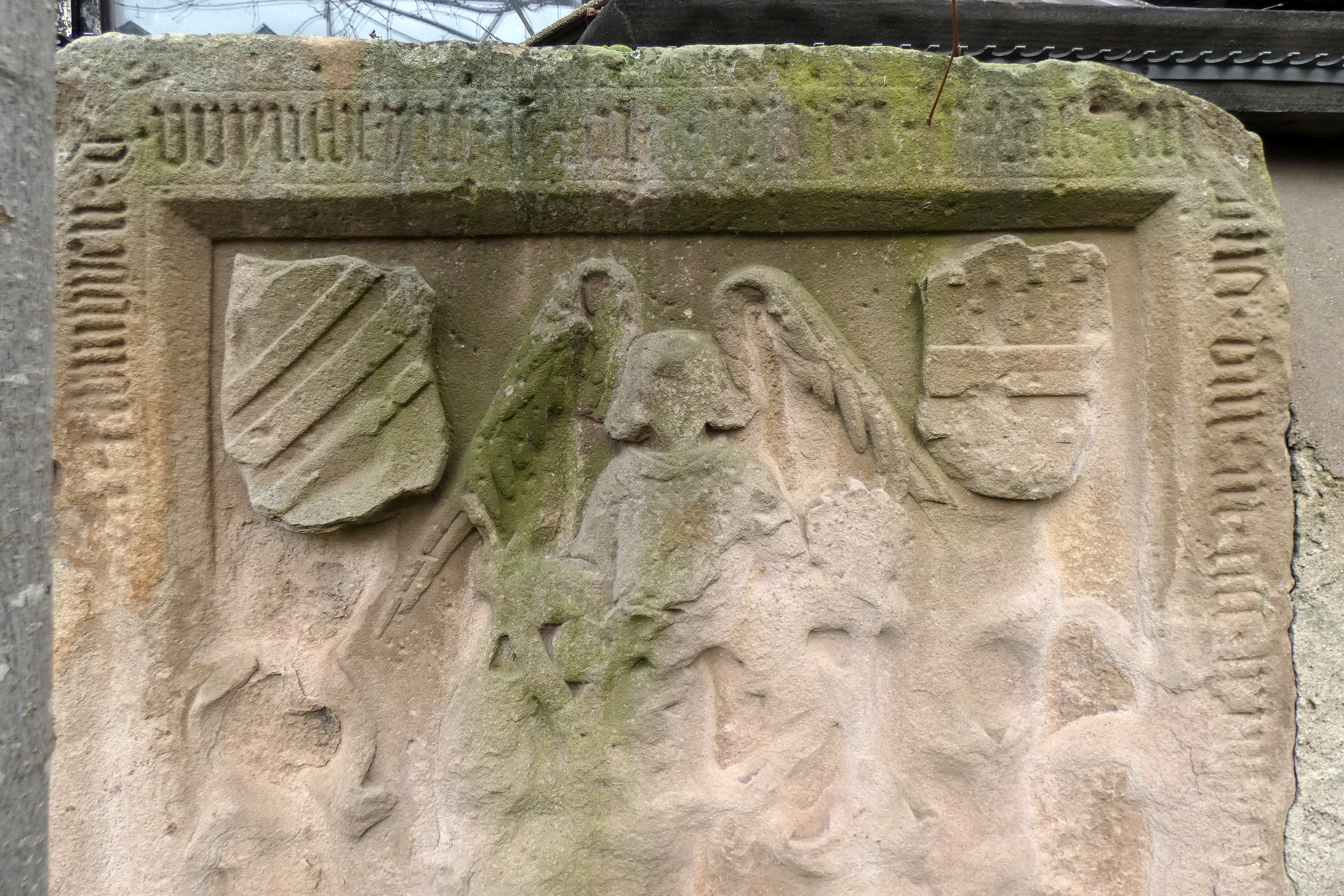
... der Laurenziburg als letzte bauliche Zeugen (2022)

### Digitale Rekonstruktion
Im November 2023 startete das Projekt einer digitalen Rekonstruktion der Laurenziburg und ihrer Umgebung auf Grundlage des Ortsplans von Gottfried Mascopp von 1577. Das Projekt wird vom Institut für Geschichtliche Landeskunde Rheinland-Pfalz durchgeführt, das Projektmanagement hat der Historiker Elmar Rettinger.